# Lliga Catòlica
La Lliga Catòlica (LC) és el nom de diverses formacions polítiques locals i independents de caràcter conservador i catòlic que va existir durant la restauració borbònica. Les lligues Catòliques es van crear a partir del Congrés Catòlic de Sant Jaume de Galícia de l'any 1901. Van ser principalment actives a Sevilla, València i Saragossa. Durant la major part de la seua existència, el partit va estar sota la influència del Partit Conservador, ja que molts dels seus membres provenien d'aquest partit. Van tindre representació al consistori de la ciutat de València des dels inicis del segle XX fins a l'adveniment de la república, quan la gran part de la seua militància s'integrà en la Dreta Regional Valenciana.

## Resultats electorals de València
| Any     | Vots  | %    | C   | Regidors | +/- |
| ------- | ----- | ---- | --- | -------- | --- |
| 1903    | 2.102 | 5,49 | 2   | 1 / 25   | Nou |
| 1905    | 2.449 | 5,58 | 7   | 1 / 25   | =   |
| 1909 I  | 3.529 | 6,83 | 3   | 0 / 25   | 1   |
| 1909 II | 1.964 | 3,93 | 3   | 1 / 24   | 1   |
| 1911    | 2.471 | 4,29 | 2   | 2 / 26   | 1   |
| 1913    | 1.898 | 4,51 | 2   | 1 / 24   | 1   |
| 1915    | n/a   | n/a  | n/a | 0 / 25   | n/a |
| 1917    | n/a   | n/a  | n/a | 0 / 25   | n/a |
| 1920    | n/a   | n/a  | n/a | 1 / 26   | n/a |
| 1922    | n/a   | n/a  | n/a | 1 / 24   | =   |